# Stuttgarter Bucht

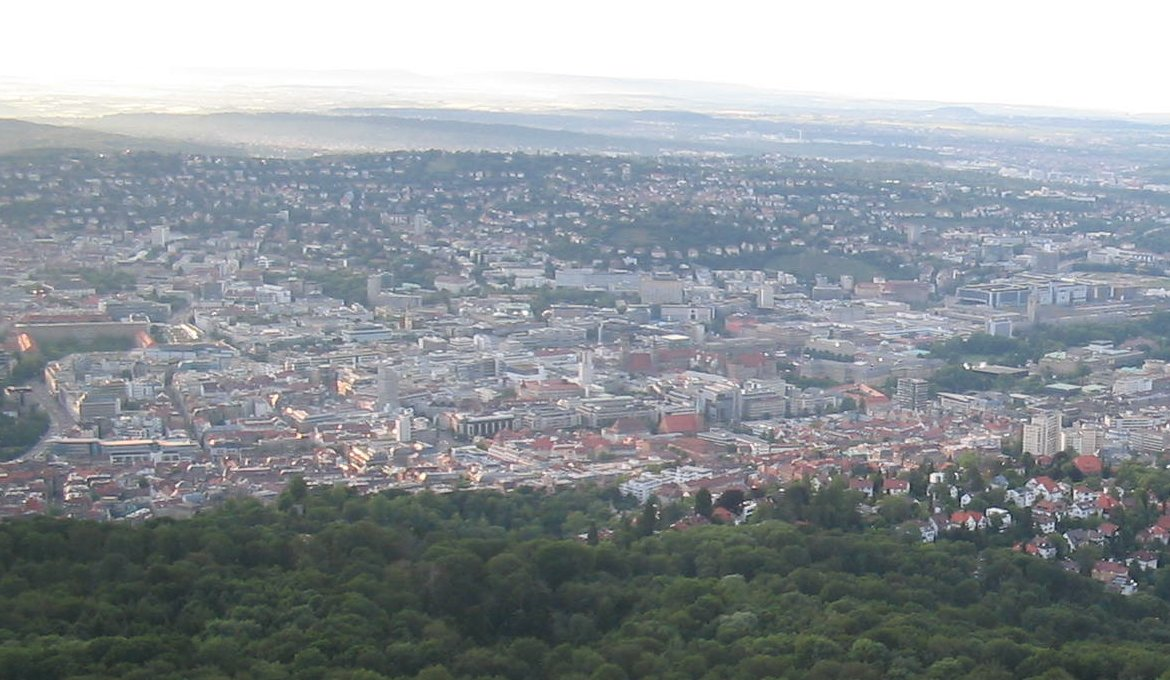
Blick vom Fernsehturm in den Stuttgarter Kessel

Die Stuttgarter Bucht ist der Naturraum 105 des Schwäbischen Keuper-Lias-Lands im Südwestdeutschen Stufenland.

## Lage
Die Stuttgarter Bucht ist eine Traufbucht der Keuperstufe mit höheren Schilfsandsteinrücken, in der sich weite Täler als Ausläufer der nahen Gäuplatten und Auslieger der Keuperhöhen eng miteinander verzahnen und ein besonders buntes Gefüge der Formen, der Böden und des lokalen Klimas erzeugen. Der bei Türkheim aus der Keuperstufe austretende Neckar und seine beiden linken Zuflüsse Nesenbach und Feuerbach gliedern den Stufenrand zwischen Fellbach im Osten und Weilimdorf im Westen in drei eng verknüpfte Teilbecken.

## Naturräumliche Gliederung
Insgesamt gliedert sich die Stuttgarter Bucht in die folgenden naturräumlichen Untereinheiten:
- 105.1 Neckartrichter
- 105.2 Nesenbachbucht (Stuttgarter Kessel)
- 105.3 Feuerbachbucht
- 105.4 Stuttgart-Ostheimer Randhöhen

Der Neckar fließt bei Bad Cannstatt im Hauptmuschelkalk. Die Höhendifferenz zwischen Keuperstufenfläche (420–440 m über NHN) und Talsohle (200–220 m) beträgt über 200 m.
Im Nesenbachkessel liegt die baden-württembergische Landeshauptstadt Stuttgart, deren Wohnviertel, aus mehreren Teilorten verwachsen, heute die ganzen Hänge überziehen, während die Verwaltungs- und Geschäftsviertel die Nesenbachaue und niedere Terrassen besetzen. Um die ungünstige Kessellage zu kompensieren, sind Kunstbauten für den Verkehr notwendig. Bad Cannstatt, das seine Badeortsfunktion den hier aufsteigenden vadosen Sauerwässern verdankt, sowie Türkheim, die östlichen Industrievororte und Verschiebebahnhöfe, nutzen hierbei die Lagegunst des offenen Neckartrichters. Die nördlichen Industrie- und Wohnvororte Feuerbach, Weilimdorf und Zuffenhausen besetzen die offenere westliche Buchtzone.

## Klima
Klimatisch ist die Stuttgarter Bucht der wärmste und zugleich trockenste Teil des Neckarbeckens. Die Jahresniederschläge schwanken zwischen 630 und 680 mm.

## Schutzgebiete
Die Stuttgarter Bucht ist Teil des FFH-Gebiets Nr. 7220-311 Glemswald und Stuttgarter Bucht. Aufgrund der hohen Verdichtung sind nur kleine Bereiche als Schutzgebiete ausgewiesen.
| Schutzgebietsanteile           | % Gesamtlandschaftsfläche |
| ------------------------------ | ------------------------- |
| FFH-Gebiete                    | 3,19                      |
| Europäische Vogelschutzgebiete | 1,01                      |
| Naturschutzgebiete             | 1,47                      |
| Sonstige Schutzgebiete         | 0                         |
| Effektiver Schutzgebietsanteil | 4,35                      |

Quelle: Bundesamt für Naturschutz, Stand: 2010.

## Weblink
- Naturraumsteckbriefe der LUBW, siehe 105: Stuttgarter Bucht (PDF; 5,0 MB; Hinweise)